# 都民の消防官

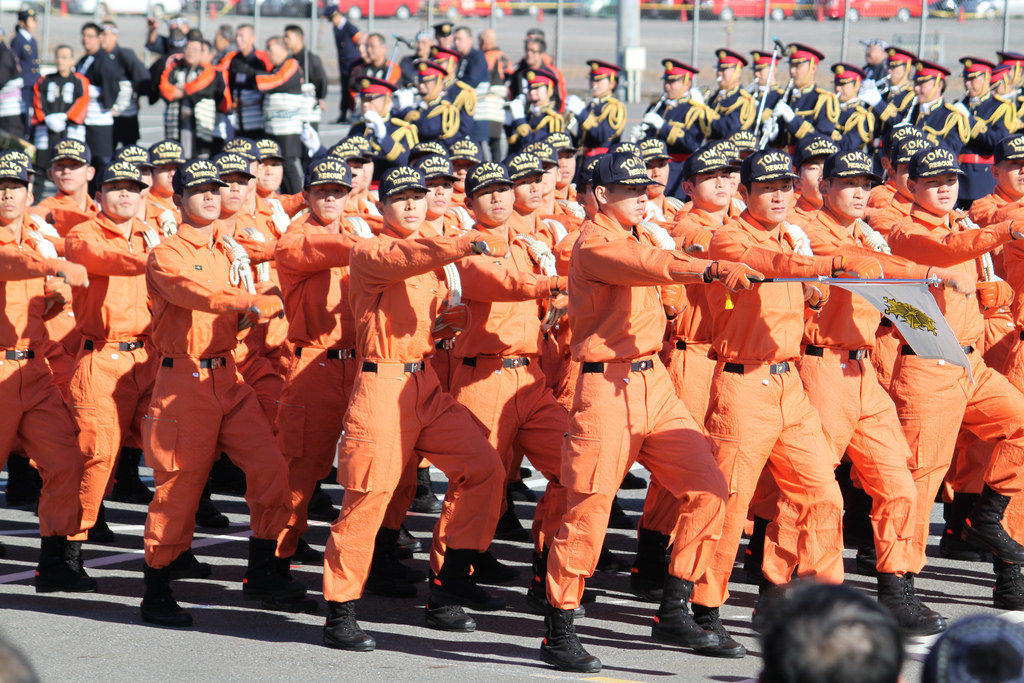
第64回「都民の消防官」で特別表彰された東京消防庁緊急消防援助隊

都民の消防官（とみん の しょうぼうかん）は、東京消防庁所属の消防官から特に功績のあった人物を表彰する制度。1955年（昭和30年）に始まった。

## 概要

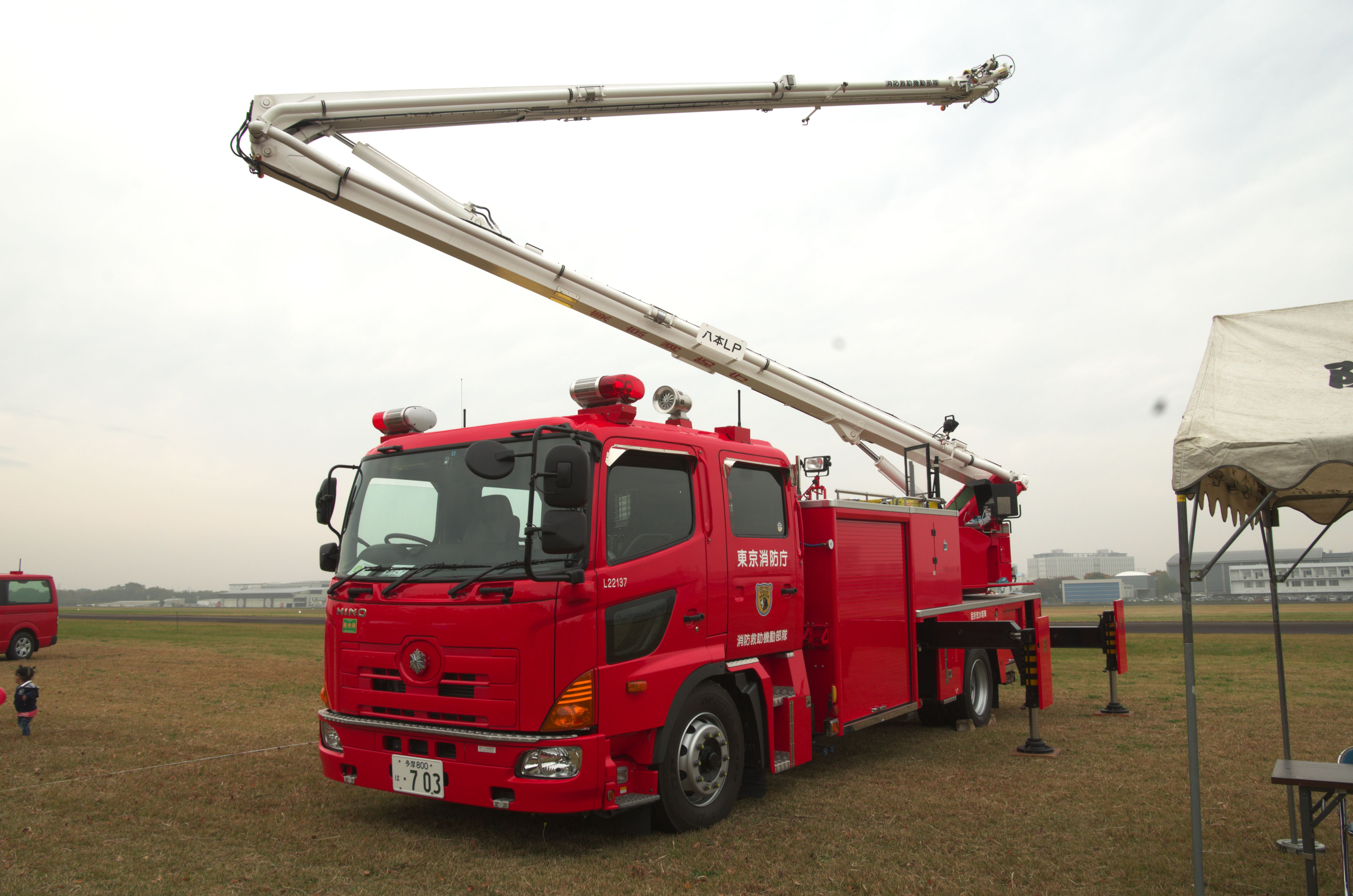
福島第一原発事故で、危険な中で注水を行った東京消防庁ハイパーレスキュー隊の屈折放水塔車

民間による唯一の表彰制度で、消防総監表彰や消防庁長官表彰顕功章（総務省消防庁）に並ぶ栄誉とされ、功労の特に顕著な消防官で「都民の信頼と感謝を集める人」これまで361人が受章している。産経新聞社の主催でフジテレビなどフジサンケイグループの後援。三菱地所、東京ガス、サンケイビル、富国生命保険、三越伊勢丹ホールディングス、東京都消防懇話会、東京連合防火協会、東京防災救急協会が協賛している。
1992年（平成4年）の第45回表彰では、東京消防庁の女性消防官1期生（1972年採用）の谷口由美子（目黒消防署予防課消防司令補）が「特別賞」を授与。女性消防官採用20周年を記念して、女性を代表し表彰された。
2011年（平成23年）の第64回表彰では、この年3月11日発生の東日本大震災で活躍の緊急消防援助隊を特別表彰した。
緊急消防援助隊は、震災発生直後から計3147人の隊員が東北地方で計88日間にわたり、火災消火や救助活動を行い、約380人の被災者を救出した。また、3月18日に水素爆発を起こした東京電力の福島第一原子力発電所事故（福島県）では、原発の炉心溶融（メルトダウン）を防ぐため、放射性物質放出の漂う危険な中で注水を行い、約23時間45分の奮闘の結果、放射線量を下げることにも成功したことが高く評価された。
2017年の第70回表彰では、発足50周年の装備部航空隊が特別表彰された。ヘリコプター8機で構成の航空隊は、伊豆諸島最南端の有人島で都内から約400キロメートル離れた青ヶ島も含め各地で活躍。この年9月20日に総飛行時間8万時間を超えたが、無事故での活動が続いている点で表彰された。
なお、有識者を含む選考委員会は東京消防庁本部庁舎で開かれ、表彰式は後日大手町サンケイプラザ（千代田区の東京サンケイビル内）で開かれる。

## 歴代受章者

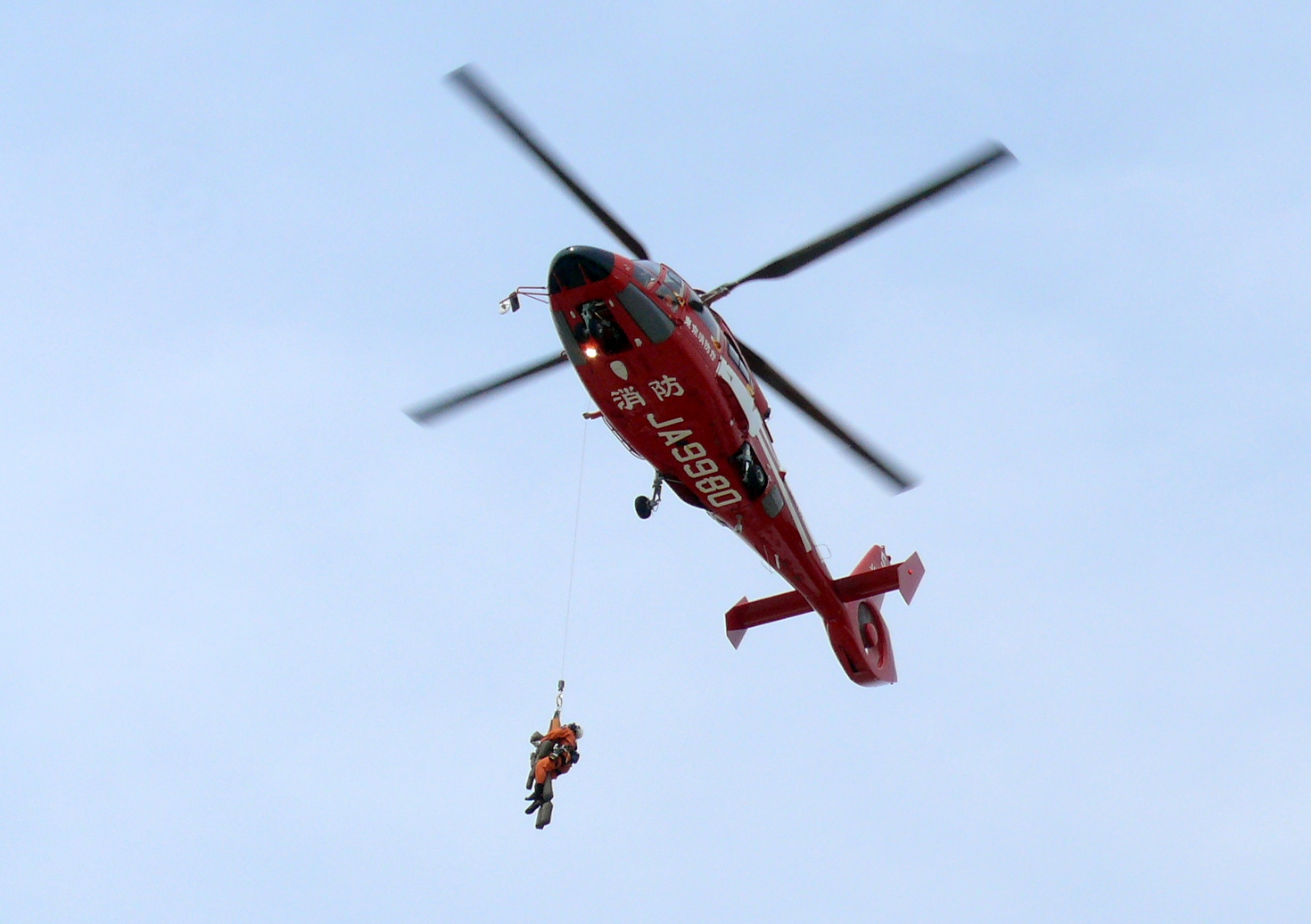
第70回「都民の警察官」で特別表彰された東京消防庁航空隊のヘリコプター

| 回     | 年     | 部門               | 受章者                                         |
| ------ | ------ | ------------------ | ---------------------------------------------- |
| 第63回 | 2010年 | 消防活動功労       | 中村和夫（中野消防署消防司令補）               |
| 第63回 | 2010年 | 救急活動功労       | 関根正芳（本田消防署消防士長）                 |
| 第63回 | 2010年 | 予防業務功労       | 渡邉政好（神田消防署消防司令補）               |
| 第63回 | 2010年 | 機関運用功労       | 窪田清（金町消防署消防士長）                   |
| 第63回 | 2010年 | 各種業務・特別功労 | 本山秀光（尾久消防署消防司令補）               |
| 第64回 | 2011年 | 消防活動功労       | 緒方俊明（福生消防署消防司令補）               |
| 第64回 | 2011年 | 救急活動功労       | 岡本孝男（国分寺消防署消防司令補）             |
| 第64回 | 2011年 | 予防業務功労       | 芦川安宏（府中消防署消防司令補）               |
| 第64回 | 2011年 | 機関運用功労       | 久保龍也（荒川消防署消防士長）                 |
| 第64回 | 2011年 | 各種業務・特別功労 | 金子雅之（装備部航空隊消防司令）               |
| 第64回 | 2011年 | 特別表彰           | 緊急消防援助隊（代表・松浦和夫参事兼警防課長） |
| 第65回 | 2012年 | 消防活動功労       | 大滝敏（立川消防署消防司令補）                 |
| 第65回 | 2012年 | 救急活動功労       | 小幡道也（本郷消防署消防司令補）               |
| 第65回 | 2012年 | 予防業務功労       | 佐藤忠幸（福生消防署消防司令補）               |
| 第65回 | 2012年 | 機関運用功労       | 山本峰夫（志村消防署消防士長）                 |
| 第65回 | 2012年 | 各種業務功労       | 土屋幸二（総合指令室消防司令補）               |
| 第66回 | 2013年 | 消防活動功労       | 福田忠（品川消防署消防司令補）                 |
| 第66回 | 2013年 | 救急活動功労       | 福留俊昭（上野消防署消防司令補）               |
| 第66回 | 2013年 | 予防業務功労       | 小松正幸（武蔵野消防署消防司令補）             |
| 第66回 | 2013年 | 機関運用功労       | 三橋保（葛西消防署消防士長）                   |
| 第66回 | 2013年 | 各種業務功労       | 初見久典（深川消防署消防司令補）               |
| 第67回 | 2014年 | 消防活動功労       | 渡辺昇（秋川消防署消防司令補）                 |
| 第67回 | 2014年 | 救急活動功労       | 佐藤孝範（四谷消防署消防司令補）               |
| 第67回 | 2014年 | 予防業務功労       | 市川敏夫（国分寺消防署消防司令補）             |
| 第67回 | 2014年 | 機関運用功労       | 関田修（昭島消防署消防士長）                   |
| 第67回 | 2014年 | 各種業務功労       | 柿木忠克（高輪消防署消防司令補）               |
| 第68回 | 2015年 | 消防活動功労       | 鈴木守（立川消防署消防司令補）                 |
| 第68回 | 2015年 | 救急活動功労       | 坂口恭一（東村山消防署消防司令補）             |
| 第68回 | 2015年 | 予防業務功労       | 高村祐子（赤羽消防署消防司令補）               |
| 第68回 | 2015年 | 機関運用功労       | 久保稔（昭島消防署消防士長）                   |
| 第68回 | 2015年 | 各種業務功労       | 柴森明彦（総合司令室消防司令補）               |
| 第69回 | 2016年 | 消防活動功労       | 冨塚功（光が丘消防署消防司令補）               |
| 第69回 | 2016年 | 救急活動功労       | 佐藤敏彦（昭島消防署消防司令補）               |
| 第69回 | 2016年 | 予防業務功労       | 及川恭子（杉並消防署消防司令補）               |
| 第69回 | 2016年 | 機関運用功労       | 加藤利光（福生消防署消防士長）                 |
| 第69回 | 2016年 | 航空隊整備業務功労 | 小西政明（航空隊消防司令補）                   |
| 第70回 | 2017年 | 消防活動功労       | 北岡久雄（杉並消防署消防司令補）               |
| 第70回 | 2017年 | 救急活動功労       | 松本透（北多摩西部消防署消防司令補）           |
| 第70回 | 2017年 | 予防業務功労       | 佐藤美子（大森消防署消防司令補）               |
| 第70回 | 2017年 | 機関運用功労       | 秋津孝（丸の内消防署消防士長）                 |
| 第70回 | 2017年 | 各種業務功労       | 伊橋隆（臨港消防署消防司令補）                 |
| 第70回 | 2017年 | 特別表彰           | 装備部航空隊（航空隊長・萓津雅弘）             |
| 第71回 | 2018年 | 消防活動功労       | 太皷弘（四谷消防署消防司令補）                 |
| 第71回 | 2018年 | 救急活動功労       | 千葉清三郎（葛西消防署消防司令補）             |
| 第71回 | 2018年 | 予防業務功労       | 畠山晃（小岩消防署消防司令補）                 |
| 第71回 | 2018年 | 機関運用功労       | 本田隆広（滝野川消防署消防士長）               |
| 第71回 | 2018年 | 各種業務功労       | 中川貴子（板橋消防署消防司令補）               |
| 第72回 | 2019年 | 消防活動功労       | 坂本和久(丸の内消防署消防司令補)               |
| 第72回 | 2019年 | 救急活動功労       | 増田利夫(王子消防署消防司令補)                 |
| 第72回 | 2019年 | 予防業務功労       | 坂本範子(北多摩西部消防署消防司令補)           |
| 第72回 | 2019年 | 機関運用功労       | 青山亮(麻布消防署消防士長)                     |
| 第72回 | 2019年 | 山岳救助業務功労   | 杉山博士(奥多摩消防署消防司令補)               |